# 白石镇 (乐昌市)
白石镇，是中华人民共和国广东省韶关市乐昌市下辖的一个乡镇级行政单位。

## 行政区划
白石镇下辖以下地区：
当阳村、富村、涧水村、三界墟村、上黄村、水井村、坛祖村、新田村和油铺村。